# Município de Wooster (condado de Wayne, Ohio)
O município de Wooster (em inglês: Wooster Township) é um município localizado no condado de Wayne no estado estadounidense de Ohio. No ano de 2010 tinha uma população de 4.694 habitantes e uma densidade populacional de 93,33 pessoas por km².

## Geografia
O município de Wooster encontra-se localizado nas coordenadas 40° 46′ 14″ N, 81° 56′ 24″ O. Segundo a Departamento do Censo dos Estados Unidos, o município tem uma superfície total de 50.29 km², da qual 49,87 km² correspondem a terra firme e (0,84 %) 0,42 km² é água.

## Demografia
Segundo o censo de 2010, tinha 4.694 habitantes residindo no município de Wooster. A densidade populacional era de 93,33 hab./km². Dos 4.694 habitantes, o município de Wooster estava composto pelo 97,49 % brancos, o 0,6 % eram afroamericanos, o 0,04 % eram amerindios, o 0,62 % eram asiáticos, o 0,36 % eram de outras raças e o 0,89 % eram de uma mistura de raças. Do total da população o 1,19 % eram hispanos ou latinos de qualquer raça.